# Jack Elam
Jack Elam, född 13 november 1920 i Miami, Gila County, Arizona, död 20 oktober 2003 i Ashland, Oregon, var en amerikansk skådespelare. Jack Elam medverkade i mängder av amerikanska westernfilmer, framför allt under 1950-talet och 1960-talet. Han gjorde många skurkroller, där han ofta var en medlem i huvudantagonistens gäng.
Han blev invald i Hall of Great Western Performers 1994.

## Filmografi, urval
- 1951 – Våld
- 1952 – På farlig mark
- 1952 – 4 maskerade män
- 1952 – Sheriffen (ej krediterad)
- 1954 – Farornas land
- 1954 – Vera Cruz
- 1955 – Mannen från Laramie
- 1955 – Vilda nätter i Wichita
- 1955 – Natt utan nåd
- 1955 – Slottet i skuggan
- 1956 – Främlingen från vidderna
- 1957 – Duell bland bergen
- 1957 – Sheriffen i Dodge City
- 1961 – Fickan full av flax
- 1961 – Mannen utan nåd
- 1961 – Comancheros
- 1966 – Rancho River
- 1968 – Duellen i Firecreek
- 1968 – Harmonica – en hämnare
- 1969 – Akta're för sheriffen
- 1970 – Rio Lobo
- 1971 – Latigo
- 1973 – Pat Garrett och Billy the Kid
- 1981 – Mitt i plåten!